# Ae/Be-зорі Гербіга

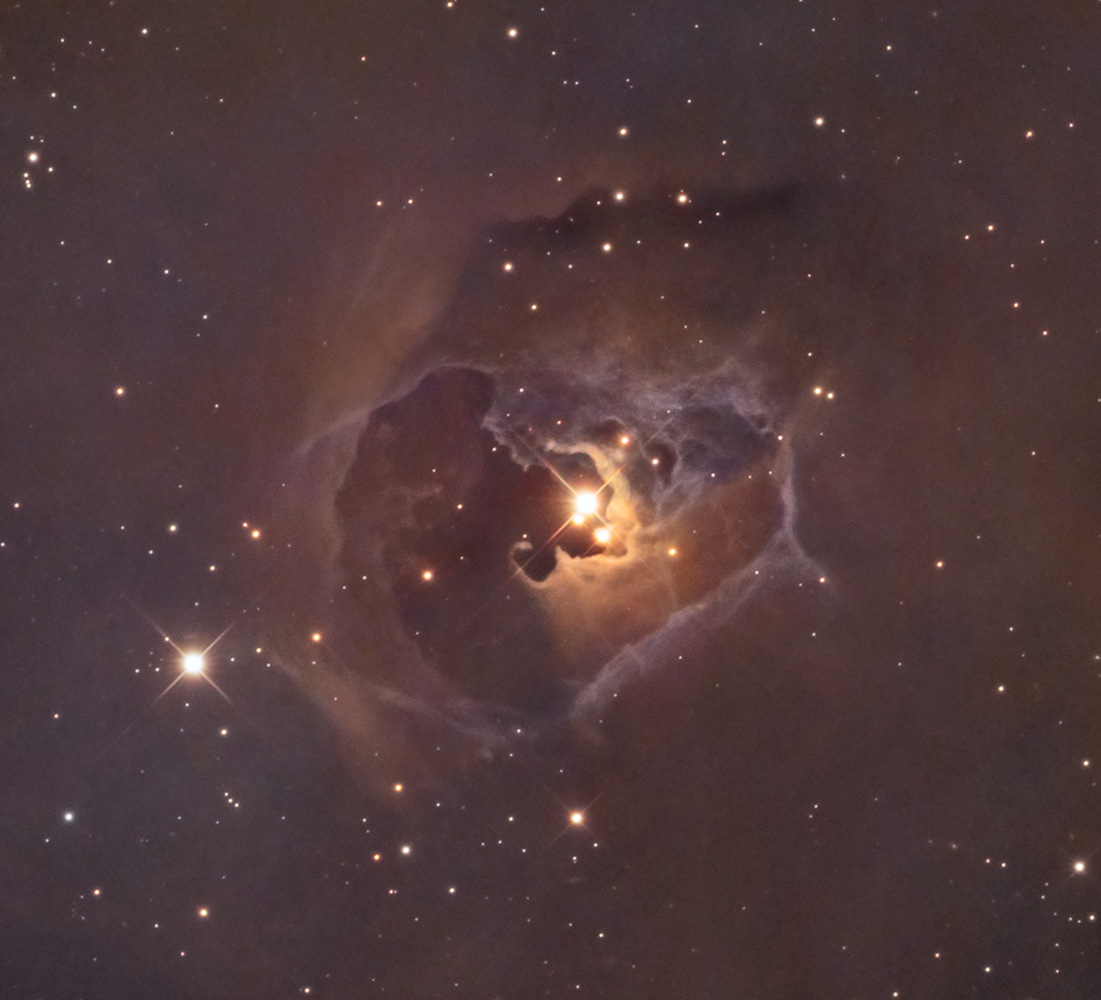
Ae/Be-зоря Гербіга V1025 Тельця, сфотографована у «Mount Lemmon SkyCenter»

Ae/Be-зорі Гербіга (Хербіга) (HAeBe) — молоді зорі (віком до 10 мільйонів років) спектрального класу A або B. Такі зорі все ще оточені газо-пиловою оболонкою та деколи мають навколозоряні диски. У їхньому спектрі наявні лінії випромінювання водню та кальцію, а маса становить 2—8 мас Сонця. Вони ще перебувають на стадії гравітаційного стиснення еволюції зірок та лише наближаються до головної послідовності (тобто, в них ще не розпочалися ядерні реакції за участі водню в ядрі). На діаграмі Герцшпрунга — Рассела такі зорі розташовані праворуч від головної послідовності.
Вони отримали свою назву на честь американського астронома Джорджа Гербіґа, який уперше виокремив їх серед інших зір 1960 року. Початковими критеріями Гербіґа були:
- спектральний клас вищий від F0 (для виключення зір типу Т Тельця),
- наявність ліній емісії Бальмера у спектрі випромінювання (щоб були схожі на зорі типу T Тельця),
- розташування (принаймні в проєкції на небесну сферу) в межах темної міжзоряної хмари (щоб відібрати дуже молоді зорі поряд з місцем їх народження),
- підсвічування розташованої неподалік яскравої відбивної туманності (для гарантування наявності фізичного зв'язку з місцем формування зір).

Оскільки сьогодні відомо декілька ізольованих Ae/Be-зір Гербіга (тобто не пов'язаних із темними хмарами або туманностями), більш надійними критеріями віднесення до цього класу є:
- спектральний клас вищий від F0,
- наявність ліній емісії Бальмера у спектрі випромінювання,
- надлишок випромінювання в інфрачервоних хвилях (у порівнянні з нормальними зорями) завдяки оточуючому міжзоряному пилу (для того, щоб відрізнити їх від класичних Be-зір, які мають надлишок інфрачервоного випромінювання через вільне-вільне випромінювання).

Деколи Ae/Be-зорі Гербіга мають суттєву змінність світності, причиною якої вважається наявність конденсацій речовини (протопланет та планетезималей) у навколозоряному диску. На стадії найменшої світності світло від зорі стає блакитнішим та лінійно поляризованим (коли щільна конденсація закриває пряме світло зорі, зростає відносна частка світла, відбитого від диска, — ефект, схожий на походження блакитного кольору земного неба).

## Аналоги
Аналогами Ae/Be-зір Гербіга є зорі типу T Тельця — молоді зорі масою менше двох сонячних мас спектральних класів F, G, K, M. Масивніші молоді зорі (більше 8 мас Сонця) дотепер не спостерігались, оскільки вони розвиваються дуже швидко: коли вони стають видимі (тобто скидають навколозоряну газопилову туманність), горіння водню в них уже розпочалося й вони вже є зорями головної послідовності.

## Планети
Приклад планети довкола Ae/Be-зорі Гербіга: HD 95086 b довкола зорі спектрального класу A.